# Striking Distance
Striking Distance is een Amerikaanse thrillerfilm uit 1993 van Rowdy Herrington met in de hoofdrollen onder meer Bruce Willis en Sarah Jessica Parker.

## Verhaal
Aan het begin van de film is het 1991. De in Pittsburgh werkende politieman Tom Hardy (Bruce Willis) heeft, tot ongenoegen van velen in het korps, zijn neef Jimmy (Robert Pastorelli) aangegeven voor het gebruik van extreem geweld tegen een verdachte. Rond die tijd komt Hardy's vader (John Mahoney) om het leven tijdens een achtervolging op de "Polish hill strangler", een seriemoordenaar. Niet veel later pleegt Jimmy zelfmoord.
Twee jaar later blijkt Hardy gedegradeerd te zijn tot medewerker van de rivierpolitie, maar als hij vermoedt dat de seriemoordenaar weer actief is, gaat hij zonder toestemming op onderzoek uit.

## Rolverdeling
| Acteur               | Personage                        | Opmerkingen                                          |
| -------------------- | -------------------------------- | ---------------------------------------------------- |
| Bruce Willis         | Tom Hardy                        |                                                      |
| Sarah Jessica Parker | Jo Christman, alias Emily Harper | collega van Tom Hardy bij rivierpolitie (undercover) |
| John Mahoney         | Vince Hardy                      | politieman, Tom Hardy's vader                        |
| Dennis Farina        | Nick Detillo                     | politieman, vader van Jimmy en Danny, oom van Tom    |
| Tom Sizemore         | Danny Detillo                    | (voormalig) politieman, zoon van Nick                |
| Robert Pastorelli    | Jimmy Detillo                    | politieman, zoon van Nick                            |

## Productie
De film is opgenomen op locatie in Pittsburgh en elders in de staat Pennsylvania.